# Somkuthy Dezső
Somkuthy Dezső; Szolárszky (Komárom, 1906. október 4. – São Paulo, 1993. január 17.) színész, festőművész.

## Életútja
Szolárszky Gusztáv MÁV alkalmazott és Acsády Mária fia. 1934-től Gyöngyösön játszott Radó László társulatában. Később Újpesten lépett fel, majd 1937-ben Miskey Józsefnél szerepelt. 1939 és 1941 között tagja volt vitéz Bánky Róbert és Thuróczy Gyula stagione-színházának, ezt követően 1942–44-ben a Vidám Színház művésze volt. 1950-ben Brazíliába költözött és São Paulóban telepedett le, ahol fellépett a dél-amerikai Magyar Színjátszó Társaság estjein, s egyik alapító tagja volt a São Pauló-i Magyar Művészek Klubjának. 1965-ben előadást tartott a Könyves Kálmán Szabadegyetemen, melynek címe A színész művészete volt. Emellett festett is, művei több kiállításon szerepeltek.

## Fontosabb szerepei
- Jószágigazgató (Martonffy Emil: Nemes rózsa)
- Francia követ (Scribe: Egy pohár víz)
- Brack (Ibsen: Hedda Gabler)
- Fouché (Sardou: A szókimondó asszonyság)
- A főapát (Lavery: Az Úr katonái)

## Filmszerepe
- Halálos csók (1942) – orvos